# Hustlenomics
Hustlenomics – drugi studyjny album amerykańskiego rapera Yung Joca. Został wydany 28 sierpnia 2007 roku nakładem wytwórni Bad Boy South. Pierwszy singel pt. "Coffee Shop" z udziałem Gorilla Zoe, został wydany 8 maja 2007 roku. Utwór odniósł umiarkowany sukces. W październiku, także 2007 roku, ukazał się kolejny utwór promujący pt. "Bottle Poppin'". Jak poprzednik także odniósł umiarkowany sukces. Ostatni singel "I'm a G" został wydany w lutym 2008 roku, ale nie był notowany na listach przebojów. Gościli w niej Young Dro i Bun B. Do tych piosenek zrealizowane zostały teledyski. Standardowo na płycie znajdowało się 16 utworów. Wśród producentów pojawili się Cool & Dre, The Neptunes, DJ Quik, Drumma Boy i Jazze Pha. Swoje gościnne zwrotki dograli między innymi Rick Ross, The Game, Trick Daddy, Diddy czy Snoop Dogg. Tytuł zadebiutował na miejscu 3. notowania Billboard 200 ze sprzedażą 69 000 egzemplarzy. Do kwietnia 2009 roku sprzedano około 197.000 nośników, według systemu Nielsen SoundScan.

## Lista utworów
| Nr | Tytuł                              | Producent(ci)  | Goście                         | Czas |
| -- | ---------------------------------- | -------------- | ------------------------------ | ---- |
| 1  | "Hustlenomics (Intro)"             | Dee Jay Dana   |                                | 2:46 |
| 2  | "Play Your Cards"                  | Cool & Dre     |                                | 3:55 |
| 3  | "Coffee Shop"                      | Don Vito       | Gorilla Zoe                    | 4:08 |
| 4  | "Bottle Poppin'"                   | Don P          | Gorilla Zoe                    | 5:00 |
| 5  | "Hell Yeah"                        | The Neptunes   | Diddy                          | 4:30 |
| 6  | "Cut Throat"                       | DJ Quik        | The Game, Jim Jones & Block    | 5:25 |
| 7  | "Hustlemania (Skit)"               | Dee Jay Dana   |                                | 2:45 |
| 8  | "I'm a G"                          | Chris Flames   | Young Dro & Bun B              | 4:32 |
| 9  | "BYOB"                             | The Neptunes   |                                | 3:14 |
| 10 | "Pak Man"                          | Chase N. Cashe |                                | 4:16 |
| 11 | "Gettin' to da Money"              | Jon Josef      | Mike Carlito & Gorilla Zoe     | 3:14 |
| 12 | "Brand New"                        | Dee Jay Dana   | Snoop Dogg & Rick Ross         | 5:45 |
| 13 | "Livin' the Life"                  | Drumma Boy     | Southern Girl                  | 4:20 |
| 14 | "Momma"                            | Jazze Pha      | Jazze Pha                      | 3:53 |
| 15 | "Chevy Smile"                      | Jazze Pha      | Trick Daddy, Block & Jazze Pha | 4:28 |
| 16 | "Hustlenomics"                     | Strong Hill    |                                | 8:57 |
| 17 | "Block Boy" (Best Buy Bonus Track) | Block          | Block                          | 3:33 |
| 18 | "Hold Up" (Best Buy Bonus Track)   | Dee Jay Dana   | Durt Boy                       | 3:33 |
| 19 | "Do It" (Best Buy Bonus Track)     | Dee Jay Dana   | Durt Boy                       | 2:54 |

## Notowania
| Notowanie (2007)       | Najwyższa pozycja |
| ---------------------- | ----------------- |
| Billboard 200          | 3                 |
| Top R&B/Hip-Hop Albums | 1                 |
| Top Rap Albums         | 1                 |